# محمد بن محفوظ بن سعد العارضي
محمد بن محفوظ العارضي لواء ركن طيار متقاعد عماني، يشغل منصب رئيس مجلس الإدارة التنفيذي في انفستكورب ورئيس مجلس إدارة بنك صحار، ورئيس مجلس إدارة البنك الوطني العماني سابقا، وكان أصغر عماني يشغل منصب قائد سلاح الجو السلطاني العماني في تاريخ السلطنة، وتعتبر فترة خدمته في هذا المنصب الأطول مقارنة بغيره.

## نشأته وخلفيته العائلية
ولد محمد بن محفوظ العارضي في ولاية صور بسلطنة عمان، لأب وأم عمانيين. كان والده يشغل منصب رئيس مكتب الجمارك الإقليمي. وبسبب متطلبات مهنة والده، انتقلت عائلة العارضي عدة مرات خلال طفولته المبكرة إلى أجزاء مختلفة من المنطقة الغربية بسلطنة عمان. وفي النهاية، انتقلت العائلة إلى الباطنة قبل أن تستقر أخيراً في مسقط، حيث تلقى العارضي تعليمه الثانوي.
كانت فترة طفولة العارضي مليئة بالتحديات والصعوبات، ليس فقط على مستوى عائلته بل على مستوى سلطنة عمان ككل. فلم تكن خدمات الكهرباء والمياه متوفرة للسكان خلال تلك الفترة. وتسببت الأزمات المتتالية التي ألمت بسلطنة عمان، بداية من تمرد ظفار، الذي تحول إلى أطول صراع مسلح في تاريخ شبه الجزيرة العربية حيث امتد من 1965-1975، مروراً بآخر الحروب الاستعمارية البريطانية في المنطقة، وصولاً إلى حرب بالوكالة خلال فترة الحرب الباردة، في زيادة تفاقم المشاكل التي كانت تعاني منها السلطة بالأساس. وقد كان المدنيون أكثر المتضررين من هذه النزاعات السياسية والعسكرية، ولم تكن عائلة العارضي بمنأى عن ذلك. وخلال الفترة بين عامي 1968 و 1969، تعرضت منازلهم في (الجبل الأسود) للتفجير من قبل المتمردين. وغالباً ما كانت المرافق الحكومية تتعرض للهجوم ومن بينها المكتب الذي كان يعمل فيه والده الذي نجا من الموت بأعجوبة ذات مرة خلال تفجير وقع بعد أن غادر مكتبه.
تأثر العارضي بالتجارب العديدة التي مرت بها عائلته وسلطنة عمان عمومًا. دخل مجال الخدمة العامة عندما كان في سن مبكرة، حيث لعب والده دوراً رئيسياً خلال هذه المرحلة، فقد شجع ابنه على الالتحاق ببرامج التدريب الوظيفي في المؤسسات الحكومية بدلاً من حضور المخيمات الصيفية وممارسة الألعاب الرياضية والسفر. عمل العارضي لفترة وجيزة كمتدرب في (وزارة النفط والغاز) العمانية، وديوان البلاط السلطاني، قبل أن ينضم إلى سلاح الجو السلطاني العماني عندما كان في سن السابعة عشرة.

## حياته المهنية وتعليمه

### الخدمة العسكرية
بدأ العارضي حياته العملية كطيار مقاتل في سلاح الجو السلطاني العماني، وتخرج من «الكلية الملكية للقوات الجوية» في كرانويل، حيث حصل على درجة البكالوريوس في العلوم العسكرية. كما درس في كلية القيادة والأركان في براكنيل بالمملكة المتحدة وجامعة الدفاع الوطني في واشنطن العاصمة.
وخلال فترة قيادته لسلاح الجو السلطاني العماني، تولى العارضي قيادة اللجنة العمانية الأمريكية العسكرية المشتركة، واللجنة العمانية الإيرانية العسكرية المشتركة. وفي النهاية  عُيَّن في منصب قائد سلاح الجو السلطاني العماني، وبقي في هذا المنصب لمدة عشر سنوات. وخلال تلك الفترة، بذل العارضي جهوداً كبيرة لتوحيد المشتريات العسكرية لدول الخليج. وتقاعد من منصبه برتبة لواء ركن طيار.
وتقديراً للمساهمات الكبيرة التي قدمها لسلاح الجو السلطاني العماني، كرمه السلطان قابوس بن سعيد في العام 2000 بوسام الشرف السلطاني، وهو أرفع تكريم يمنح في سلطنة عمان؛ كما حصل العارضي على وسام الأمجاد ووسام الاستحقاق تقديراً لما قدمه من جهود في مجال الخدمة العامة.

### كلية كينيدي في هارفارد
بعد انتهاء خدمته العسكرية، حصل العارضي على (درجة الماجستير في الإدارة العامة) من «كلية جون ف. كينيدي للدراسات الحكومية» في جامعة هارفارد. وبعد تخرجه، عاد العارضي إلى سلطنة عمان للعمل مع عائلته في مجال الأعمال التجارية.

### تجربته في القطاع المصرفي
في العام 2010، تم تعيين محمد بن محفوظ العارضي في منصب نائب رئيس مجلس إدارة «البنك الوطني العماني»، أحد أكبر المؤسسات المالية في سلطنة عمان، كما شغل منصب رئيس لجنة الائتمان التابعة للبنك. ومن خلال منصبه، أشرف العارضي على إستراتيجية نمو البنك وبرامج المسؤولية الاجتماعية المؤسسية، وخاصة تلك التي تركز على جيل الشباب. وتحت قيادة العارضي، نجح «البنك الوطني العماني» في توسيع نطاق أعماله ليشمل الخدمات المصرفية الإسلامية، كما رعى البنك مؤتمراً حول الخدمات المصرفية الإسلامية وأقام مجموعة من البرامج التدريبية حول هذه الخدمات لموظفيه.
```
تسلم العارضي، بالنيابة عن «البنك الوطني العماني» جائزة «أفضل بنك للعام 2012» المرموقة من مجلة «ذا بانكر» والتي تمنح للمؤسسات المالية المتميزة على صعيد الخدمات المصرفية العالمية.
[
4
]
```

### استثماراته في مجالات الطاقة، العقارات، السياحة، وغيرها
شغل محمد بن محفوظ العارضي منصب رئيس مجلس إدارة شركة «رمال للمشاريع الاستثمارية»، المفوضة من قبل الحكومة لتوجيه الاستثمارات في مجال التطوير العقاري والنفط والغاز وتكنولوجيا المعلومات.
كما ترأس العارضي شركة «سندس للمشاريع الاستثمارية» التي تقوم ببناء فندق روتانا الأول في العاصمة مسقط بالإضافة إلى مشاريع تطويرية أخرى لدعم الأهداف الطموحة للسلطنة في المجال السياحي وفقاً للخطط المحددة في الرؤية الاقتصادية 2020 التي وضعتها الحكومة العمانية. ووصل حجم استثمارات «سندس» في المشاريع الفندقية بسلطنة عمان حتى مايو 2013 إلى 60 مليون دولار، وتخطط لتطوير أربعة فنادق جديدة في عُمان، من بينها فندق «صديق للبيئة» في ((الجبل الأخضر)) الذي هو جزء من ((سلسلة جبال الحجر))، إلى جانب منتجع في ((ظفار)) وآخر في ((صحار)).
وتعليقاً على تركيز شركته على الاستثمار في القطاع الفندقي، قال العارضي: «يتمتع القطاع الفندقي المحلي بإمكانات واعدة لم يتم استغلالها بعد بالشكل الصحيح، لذا نركز على الاستثمار في هذا القطاع الحيوي بسلطنة عمان وذلك لتمتعها بكافة المقومات التي تجعلها من أكثر الوجهات السياحية جاذبية في المنطقة بفضل طبيعتها الخلابة وتضاريسها المتنوعة وشعبها المضياف، إلى جانب الاستقرار السياسي والاقتصادي، والازدهار المتواصل. كل هذه العوامل مجتمعة تدفعنا لتركيز استثماراتنا في المجال الفندقي».
وإلى جانب ذلك، شغل العارضي منصب رئيس مجلس إدارة شركة العارضي لخدمات الطاقة، التي توفر خدمات الدعم لقطاع النفط والغاز في منطقة دول مجلس التعاون الخليجي.
ويشغل أيضاً منصب عضو مجلس إدارة شركة «إنفستكورب»، المؤسسة العالمية الرائدة المتخصصة في إدارة الأصول البديلة، والتي تركز على منطقة الخليج وتدير أصولاً تبلغ قيمتها حوالي 23 مليار دولار.

### المهام غير الربحية
يشغل العارضي منصب عضو المجلس الاستشاري الدولي لمعهد بروكينغز في واشنطن العاصمة، وهو عضو مجلس أمناء برنامج أيزنهاور للزمالة في فيلادلفيا.

### مؤلفاته
عمل محمد بن محفوظ العارضي على إصدار ثلاثة كتب، الأول بعنوان «العرب تحت»، وهي رواية عن صحفي عربي يأخذ عائلته في عطلة إلى نيوزيلندا حيث يستكشف الفجوة الحاصلة في التفاهم بين الثقافات العربية والغربية، ويصل إلى نتيجة بأن المستقبل سيكون أكثر إشراقاً من خلال السلام والمصالحة. والكتاب الثاني هو «لآلئ من جزيرة العرب» وهي مجموعة من الأمثال المستقاة من سيرة النبي محمد (ﷺ)، والتي تهدف إلى توجيه القارئ إلى الجوانب البسيطة والسلمية والمشرفة للحياة.
باإضافة إلى كتاب «عرب بعيدين عن الأنظار» الذي يسلّط الضوء على نخبة من الشخصيات البارزة التي أسهمت من خلال أعمالها ومنجزاتها في نهوض المجتمعات العربية وتطورها. 
واستناداً إلى خبراته السابقة، يشارك العارضي في مؤتمرات وفعاليات داخل السلطنة وخارجها كمتحدث حول عدة موضوعات منها التجارة الدولية والعقارات والسياحة والعلاقة بين الشرق الأوسط والغرب وأمن الخليج وغير ذلك.

## الحياة العائلية والهوايات المفضلة
يعشق العارضي الطبيعة والهواء الطلق، ومن بين هواياته تسلق الجبال، حيث نجح في تسلق جبل كليمنجارو في أفريقيا. ويعيش في العاصمة مسقط مع زوجته ولديه ثلاث بنات وولدان.